# Mathilde Wesendonck

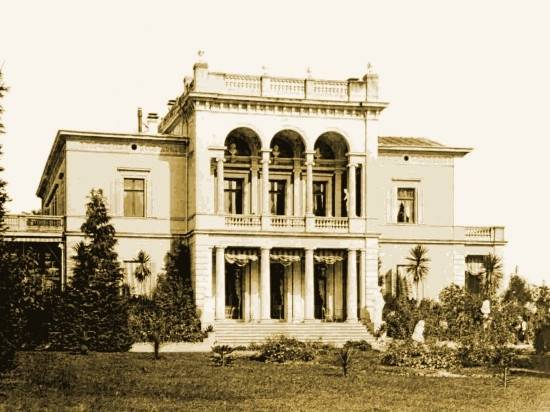
Villa Wesendonck, Zúrich, 1857, hoy Museo Rietberg.

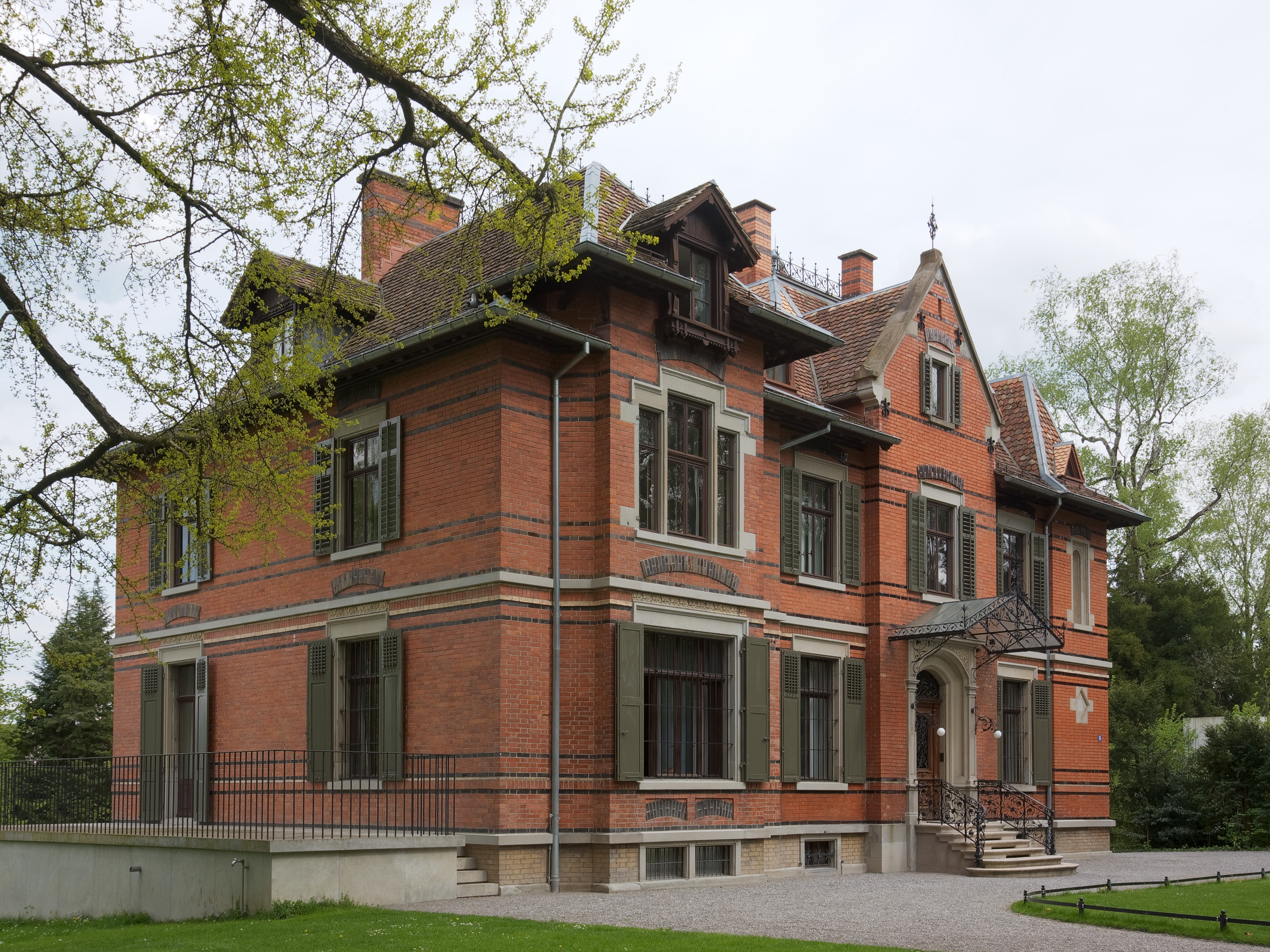
El Asyl de Villa Wesendonck donde Wagner residió.

Mathilde Wesendonck, nacida Agnes Luckemeyer (Elberfeld, 23 de diciembre de 1828 - Villa Traunblick, Altmünster, Austria, 31 de agosto de 1902), fue una escritora y mecenas alemana, autora de las Wesendonck Lieder ("Canciones Wesendonck").

## Biografía
Era hija del comerciante Karl Luckemeyer (1801-1865) y de su esposa Johanna (1801-1862), de soltera Stein. Fue educada y pasó su infancia y juventud en Düsseldorf. Se casó en 1848 con Otto Wesendonck, (1815-1896) un rico comerciante de la seda, viudo y trece años mayor que ella. Por amor a su esposo, cambió su nombre por el de Mathilde, la primera esposa de su marido, que murió joven.
Tras el matrimonio la pareja vivió primero en Schwanenmarkt en Düsseldorf, en Nueva York en 1850, y después en Zúrich desde 1851, hospedándose en un principio en el Hotel Baur au Lac hasta la construcción de su villa en esta ciudad, la villa Wesendonck.  En 1872, Mathilde y su esposo se mudaron a Villa Wiener Straße 11 en Dresde y en 1882 a Berlín, donde vivieron primeramente en el Tiergarten, y más tarde construyeron una gran villa en las inmediaciones del Reichstag. 
Tuvieron cinco hijos: Paul (1849-1850), Myrrha (1851-1888) casada con Freiherr von Bissing, Guido (1855-1858), Karl y Hans (1862-1882). Mathilde sobrevivió a su marido, que falleció en Berlín,  y a cuatro de sus hijos. Falleció repentinamente, en 1902, en su casa de verano en los Alpes austríacos. La Villa Wesendonck fue adquirida por la municipalidad de Zúrich y convertida en Museo en 1949, denominándose Museo Rietberg. Guarda la colección de arte no-europeo del Baron Eduard von der Heydt.

## Trayectoria

### Obra escrita
Mathilde Wesendonck tuvo una obra extensa, entre la que se encuentran poesías y cuentos para niños. Algunas de sus obras fueron publicadas en 1874 en un volumen de poemas, melodías populares, leyendas y sagas (en Leipzig, editorial Otto Dürr); otras se perdieron en el bombardeo de Dresde.
Pero su notoriedad fue debida a la creación de un ciclo de cinco poemas para los que Richard Wagner en el curso de la relación amorosa platónica entre ambos. El ciclo, (orquestado por Felix Motti), es conocido como Wesendonck Lieder. Sus poemas  se titulan:
- Der Engel (El Ángel), noviembre de 1857.
- Stehe still! (¡Detente!), febrero de 1858.
- Im Treibhaus  (En el invernadero), mayo de 1858.
- Schmerzen (Penas), diciembre de 1857.
- Träume (Sueños), diciembre de 1857.

Wagner las interpretó al piano, durante el invierno de 1857 y el verano del 1858, mientras trabajaba en el primer acto de Tristán e Isolda. Mathilde escribió en sus memorias que Wagner recogió estos poemas ya terminados y creó en ellos con su música una "transfiguración y consagración supremas".

### Mecenas
Los Wesendonck tuvieron un elevado nivel de vida social, cultural y económico, y ejercieron de mecenas para muchos artistas, siendo su respaldo más conocido el que ofrecieron a Richard Wagner. Consta el epistolario entre Mathilde Wesendonck y Johannes Brahms.
Cuando la pareja estaba realizando con su hija Myrrha un viaje por el Alto Egipto en 1882, recibió la noticia del fallecimiento de su hijo Hans. A su regreso, Otto y Mathilde Wesendonck erigieron su tumba familiar en Bonn, un complejo funerario considerado monumento del Cementerio Antiguo, coronada con una escultura (Genius) custodiando la tumba, realizada por el escultor Gustav Adolph Kietz. Otro escultor alemán, Joseph Kopf, grabó sus perfiles en medallas.
Poseían una colección de arte que, al fallecimiento de la pareja, sus herederos prestaron por 99 años a la ciudad de Bonn. Esta colección incluía los cuadros y retratos de la familia, entre ellos el retrato de la joven Mathilde realizado por Karl Ferdinand Sohn (en la imagen). Otros cuadros de la colección, principalmente pinturas de arte flamenco y holandés de la Edad Media hasta el siglo XVIII, un tríptico de Jan Mostaert, bodegones y paisajes de Breughel, Jan van Goyen, Teniers y otros se encuentran en otros museos, como el Rheinisches Landesmuseum Bonn.

### Musa de Richard Wagner
La pareja Wesendonck aparece en el mundo de la cultura unida a su relación con Richard Wagner, al que conocieron en Zúrich en 1852, cuando Mathilde tenía 23 años, y Wagner, casado con Minna Planer, tenía 39. Wagner era entonces refugiado político por haber participado en los levantamientos de Dresde de 1849, y recibió de los Wesendonck un apoyo económico muy generoso. Dentro de este apoyo estuvo la disponibilidad de una casa: los Wagner fueron invitados a vivir en el Asyl ("Asilo" o la casa de huéspedes,  así bautizada por Mathilde), casa cercana a su mansión, la Villa Wesendonck, la magnífica residencia del matrimonio, copia de la Villa Albani romana y reunión de la élite intelectual zuriquesa.
El compositor se enamoró apasionadamente de Mathilde, dejando de lado la composición de El anillo del nibelungo - aunque en la portada de La Valquiria anota G.s.M. (Gesegnet sei Mathilde: "Bendita seas Mathilde") - para volcar su pasión en Tristán e Isolda, drama musical cuyo argumento guarda semejanza con el amor entre ambos.
Wagner dedicó composiciones a la familia Wesendonck. Entre ellas, el Zurich Much Loved Waltz para la hermana de Mathilde, Marie Luckemeyer (1836–1874). Además de la composición de las Wesendonk Lieder, Wagner, que no desarrolló principalmente sus composiciones para piano, escribió para ella  Eine Sonate für das Album Von Frau Matilde Wesendonck,  WWV 85, conocida como “sonata Wesendonck”.
En el verano de 1858 la esposa del compositor, Minna Planer, interceptó una carta comprometedora de Wagner a Mathilde Wesendonck, obligando a Wagner a abandonar Zúrich, y trasladándose, solo, a Venecia. Mathilde Wesendonck no dejó dudas hasta el final de su vida de que su relación con Wagner fue puramente platónica. A pesar del incidente, la relación entre la pareja Wesendonck y Wagner se mantuvo amistosa, y Mathilde y Otto Wesendonck asistieron a muchas de las representaciones de las obras de Wagner en Bayreuth. Hubo relación epistolar entre ellos hasta que una carta de Cósima Wagner (segunda esposa de Wagner) la cortó en términos radicales.

### Inspiración de Isolda.
Se conservan las cartas de Wagner a Mathilde Wesendonck, en las que se puede analizar la influencia y la comprensión que mostraba Mathilde hacia Wagner y que la convirtió en su musa. A ella le dedicó el preludio de La Valquiria con las iniciales G.S.M. – “Bendita sea Matilde”. Su declaración a un confidente mutuo se hizo famosa: "Ella es y será siempre mi primer y único amor".
En Tristán e Isolda, la obra que estaba realizando Wagner en el período de su amor por Mathilde, hay formas de expresión musicalmente incomparables. Se ha supuesto inspiración para el personaje de Isolda en su relación con Mathilde y en la unión entre los amantes, que esperan reencontrarse tras la muerte, presenciada y comprendida por Marke, el esposo de Isolda.

Louis de Fourcard, que entrevistó a Mathilde Wesendonck, ya viuda, en Berlín, cita sus palabras: 
“Wagner me relegó rápido. Apenas me reconoció cuando algunos años después fui a verle a Bayreuth. Y, sin embargo, yo soy Isolda».

## Reconocimientos.
Existe la calle Wesendonck desde 1951 en la parte occidental de Bonn, que conduce a la calle Richard-Wagner, trazada en 1900.
Se creó la Asociación Mathilde-Wesendonck desde 2013, dedicada a honrar e investigar la vida de Mathilde Wesendonck.